# Alstom ETR 470

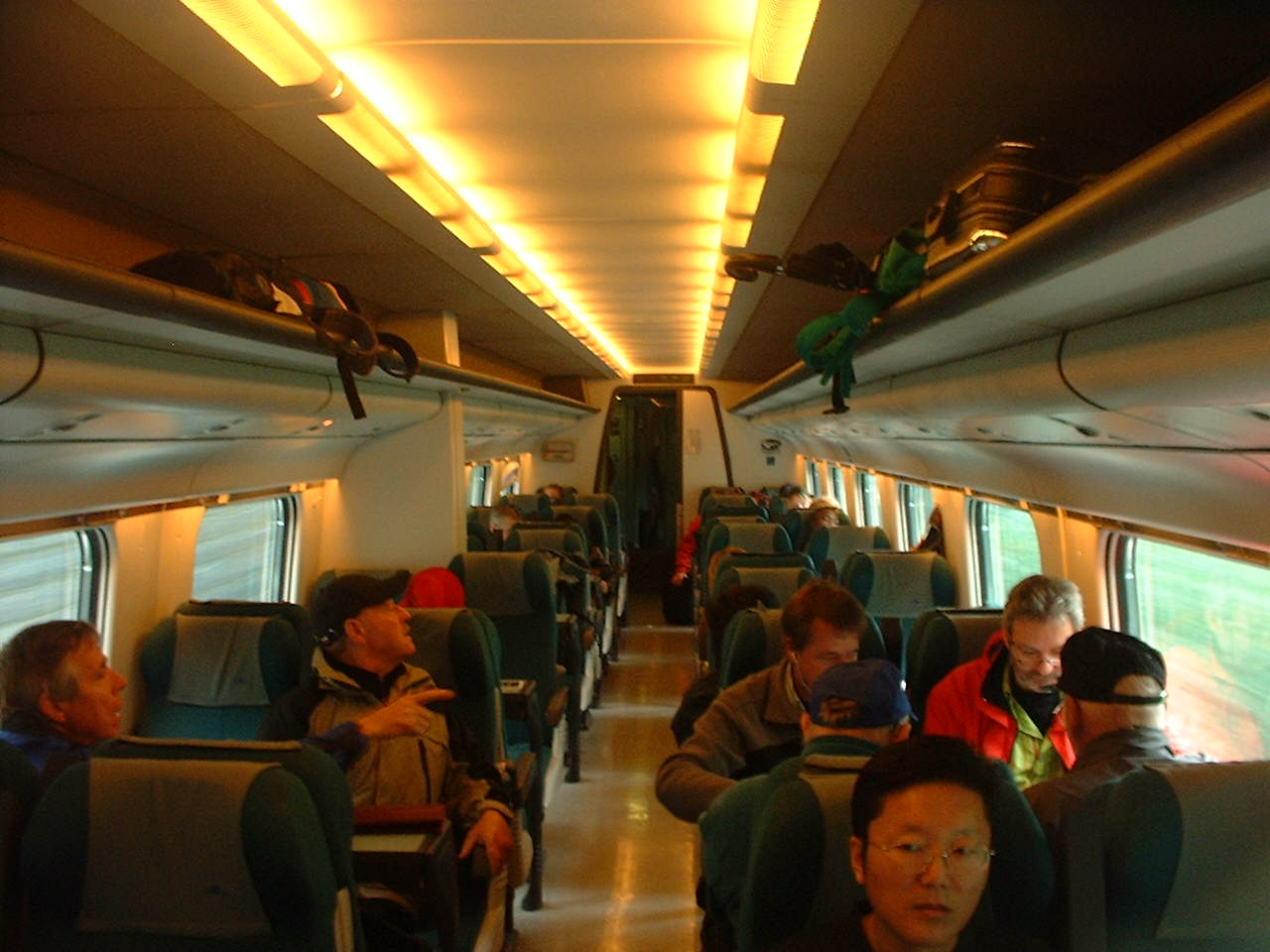
Innenansicht eines Cisalpino

Der ETR 470 (von italienisch ElettroTreno Rapido) oder umgangssprachlich Pendolino ist ein von Trenitalia betriebener Zweistrom-Neigezug von Fiat Ferroviaria mit Zulassungen in Italien, der Schweiz, Deutschland, Österreich und Griechenland. Bis 2014 setzten auch die Schweizerischen Bundesbahnen diesen Fahrzeugtyp ein.

## Technik
Die neunteiligen Triebzüge sind von der FS-Baureihe ETR 460 abgeleitet, von der sie sich durch die Ausrüstung für zwei Strom- und vier Zugsicherungssysteme unterscheiden. Durch die Verteilung der Antriebsaggregate auf drei Wagenpaare konnte die Achslast auf 13,5 Tonnen begrenzt werden. Die Wagenkastenneigung wird hydraulisch gesteuert und erreicht einen maximalen Neigungswinkel von 8°. Die dafür nötigen Daten werden durch inertiale Sensoren (Kreiselinstrumente) in den beiden Endwagen ermittelt.

## Geschichte
Die Züge wurden von September 1996 bis Dezember 2015 für den Verkehr zwischen Italien und der Schweiz eingesetzt. Sie verkehrten über die Simplonroute (Genf–Mailand und Basel–Bern–Mailand) und über die Gotthardroute (Zürich–Mailand und Basel–Mailand). Mit der Einführung der Pendolino-Züge verkürzte sich die Reisezeit zwischen Zürich und Mailand um nahezu eine Stunde (32 Minuten durch schnellere Kurvenfahrt, 21 Minuten durch Wegfall des Lokwechsels in Chiasso).

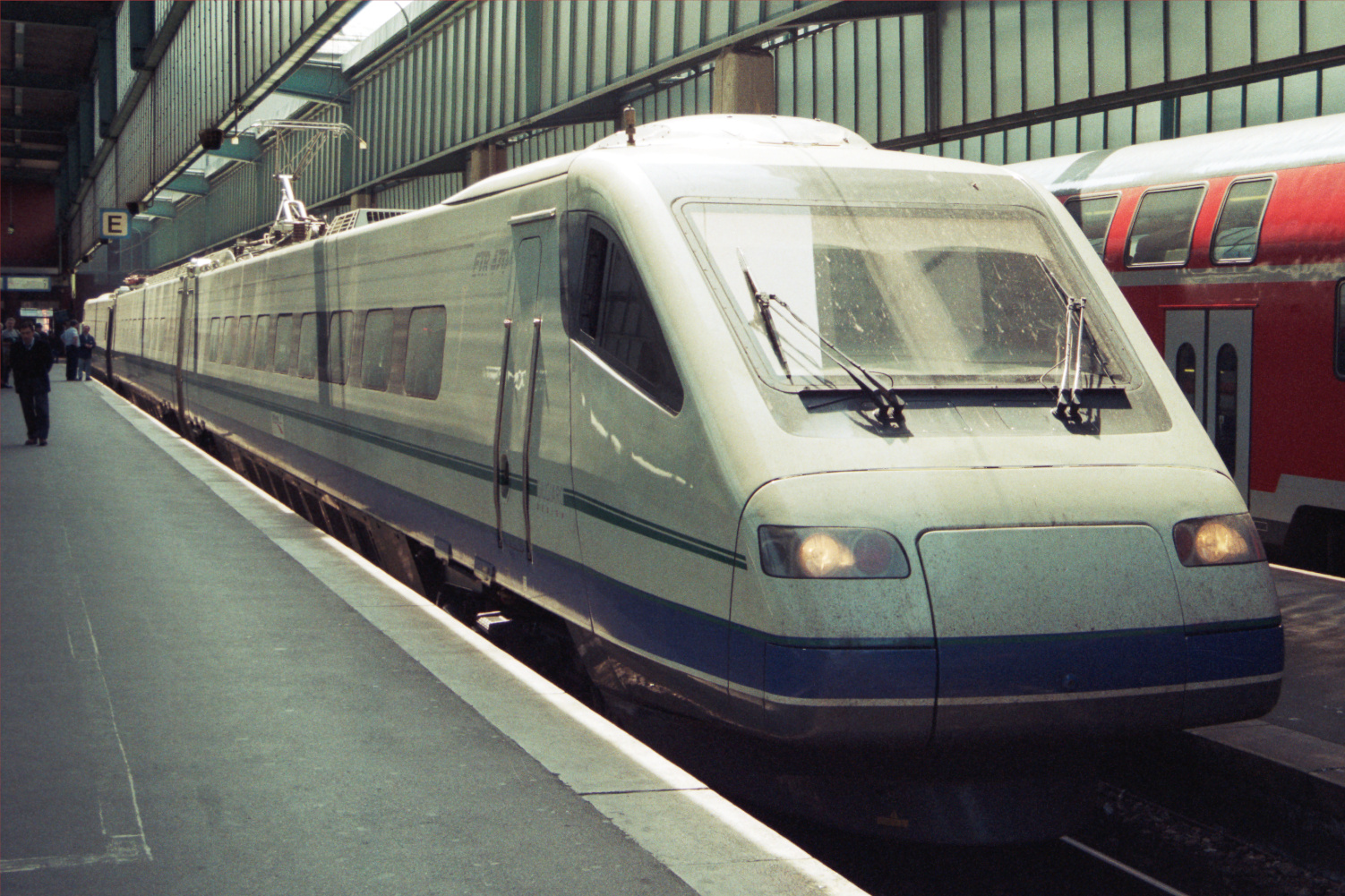
Dreiteiliger ETR 470 in Stuttgart (Mai 1998)

Ab März 1998 wurden einige Züge über Zürich hinaus bis Stuttgart verlängert. Im Dezember 2006 wurde diese Verbindung wieder eingestellt.
Am 19. November 2001 beschränkte die DB Reise & Touristik auf Veranlassung des Eisenbahn-Bundesamtes die Höchstgeschwindigkeit der Züge in Deutschland auf 130 km/h. Eine Überprüfung der Radsätze durch das  Eisenbahn-Bundesamt hatte ergeben, dass diese bei dauerndem Einsatz mit höheren Geschwindigkeiten überlastet werden und damit ein Achsenbruch riskiert wird.
Am 13. Dezember 2009 wurde die Cisalpino AG aufgelöst. Fünf der neun Züge übernahm Trenitalia, die anderen vier die SBB. Seither wurden die Züge wieder in direkter Kooperation betrieben – wie vor Gründung der Cisalpino AG. Gleichzeitig wurde der Einsatz dieses Zugtyps auf die Gotthardroute beschränkt. Die Wartung der Züge erfolgte durch Trenitalia in Mailand, 2010 übernahm die SBB in Basel die Wartung selbst.

### Ausmusterung bei der SBB
Die SBB investierte ab 2011 insgesamt 12 Millionen Franken, um die Zuverlässigkeit ihrer vier Züge bis 2014 sicherzustellen.
Der ETR 470.005 erreichte im April 2014 eine Kilometerzahl von 4,2 Millionen. Eine notwendige Grossrevision wurde nicht mehr durchgeführt und der Zug stattdessen am 15. April 2014 aus dem Verkehr gezogen. Dann wurde er als Ersatzteilspender für die verbliebenen drei ETR 470 der SBB verwendet. Da die Verkaufsbemühungen der SBB erfolglos blieben, wurden drei Züge (470.002, 470.003, 470.005) am 14. November 2015 von ihrem Standplatz in Dottikon nach Kaiseraugst in eine Altstoffverwertungsfirma überführt. Der ETR 470.009 war damals noch an Trenitalia vermietet, um den Mehrverkehr Zürich–Mailand an die Expo 2015 zu bewältigen, wurde aber anschliessend bis auf einen 1.-Klasse-Endwagen verschrottet. Der übrig gebliebene Endwagen wurde an die Stiftung Historisches Erbe der SBB in Erstfeld abgegeben, welche ihn dann schliesslich am 9. Dezember 2024 verschrottete.

### Weiterer Einsatz in Italien
Von Dezember 2015 bis Dezember 2020 setzte die Trenitalia den ETR 470 (Züge 9872, 9873, 9877 und 9878) noch im Frecciabianca-Verkehr zwischen Rom und Reggio Calabria ein. Früher verkehrten einzelne Züge bis Florenz und Venedig.

### Neueinsatz in Griechenland
In Folge der Übernahme des griechischen staatlichen Eisenbahnverkehrsunternehmens TrainOSE (inzwischen Hellenic Train) an die italienische Ferrovie dello Stato Italiane fanden Testfahrten mit einem Zug der Baureihe in Griechenland statt. Das italienische Unternehmen entschied daraufhin Ende 2018, fünf Züge zu modernisieren und in Griechenland einzusetzen.
Die fünf Zuggarnituren wurden in der Werkstatt San Nicolò (bei Piacenza) modernisiert und für einen Einsatz unter 25 kV/50 Hz umgebaut, erhielten eine ETCS-Ausrüstung sowie eine modernisierte Inneneinrichtung inklusive Wlan und Kundeninformationssysteme. Die Drehgestelle wurden in den Trenitalia-Werkstätten Vicenza und Bologna überholt. Der erste modernisierte Zug kam im Januar 2021 in Thessaloniki an, die restlichen vier Züge im Laufe des Jahres 2021. Da an den Zügen die in Griechenland vorgeschriebenen Sandstreueinrichtungen fehlten, erhielten sie 2021 von der griechischen Eisenbahnaufsichtsbehörde RAS zunächst keine Zulassung.
Anfang 2022 wurden vier Züge zugelassen und seit dem 15. Mai 2022 gibt es zwei tägliche Zugpaare zwischen Athen und Thessaloniki mit Zwischenhalt in Larisa. Die Fahrzeit auf der 510 km langen Strecke beträgt knapp vier Stunden.

## Verwandte Baureihen
- ČD-Baureihe 680, Dreisystemvariante basierend auf ETR 460
- CP-Baureihe 4000
- SŽ-Baureihe 310
- VR Sm3, in Ausführung für 25 kV/50 Hz

## Pannenanfälligkeit
Die ETR 470 zeigten eine relativ grosse Pannenanfälligkeit. In den Medien waren Pendolino-Zwischenfälle ein regelmässig wiederkehrendes Thema.
Von Dezember 2007 bis Dezember 2008 hatten von 5936 geplanten Fahrten 665 eine Verspätung von mehr als 15 Minuten, 83 Fahrten kamen nie ans Ziel. In 70 Prozent der Fälle betrafen die Ausfälle Fahrten ab Milano Centrale. Die Verspätungsquote der Cisalpino-Pendolino aus Italien kommend war mit 18,4 % fast vier Mal so hoch wie bei herkömmlichen EuroCity-Zügen auf derselben Strecke.
Nach einem Zwischenfall vom 22. Dezember 2008 im Lötschberg-Basistunnel forderte die Gewerkschaft des Verkehrspersonals, dass die SBB die Wartung der Züge übernehmen oder sie aus dem Verkehr ziehen solle. Für die Wartung war damals vertragsgemäss Trenitalia zuständig, die diese jedoch vernachlässige. Sie versäumte es Mitte Dezember 2008 tagelang, die Züge richtig zu warten. Die SBB lehnten eine Stilllegung ab, um Rollmaterial-Engpässe zu vermeiden.
Im Dezember 2010 urteilte Edwin Dutler, Präsident von Pro Bahn Schweiz, dem Verband Schweizer Bahnbenutzer, über die ETR 470: „Die SBB reden von einer anspruchsvollen Flotte, doch es handelt sich um Schrott.“
Im Mai 2011 wurde berichtet, dass von den vier ETR 470 der SBB drei fahrtauglich und einer in Wartung seien, während von den fünf der Trenitalia nach dem Brand eines Zuges auf der Gotthardlinie nur einer fahrtauglich sei. Obwohl die Störungen an den Schweizer Fahrzeugen seit der Übernahme der Wartung durch die SBB-Werkstätte in Basel halbiert werden konnten, bleibe der Unterhalt sehr wartungsintensiv. Daher kündigte die SBB an, bei ihren ETR 470 nach Erreichen von 4,2 Millionen Kilometern Laufleistung keine Grossrevision durchzuführen, sondern die Züge aus dem Verkehr zu ziehen.

## Zwischenfälle
2006

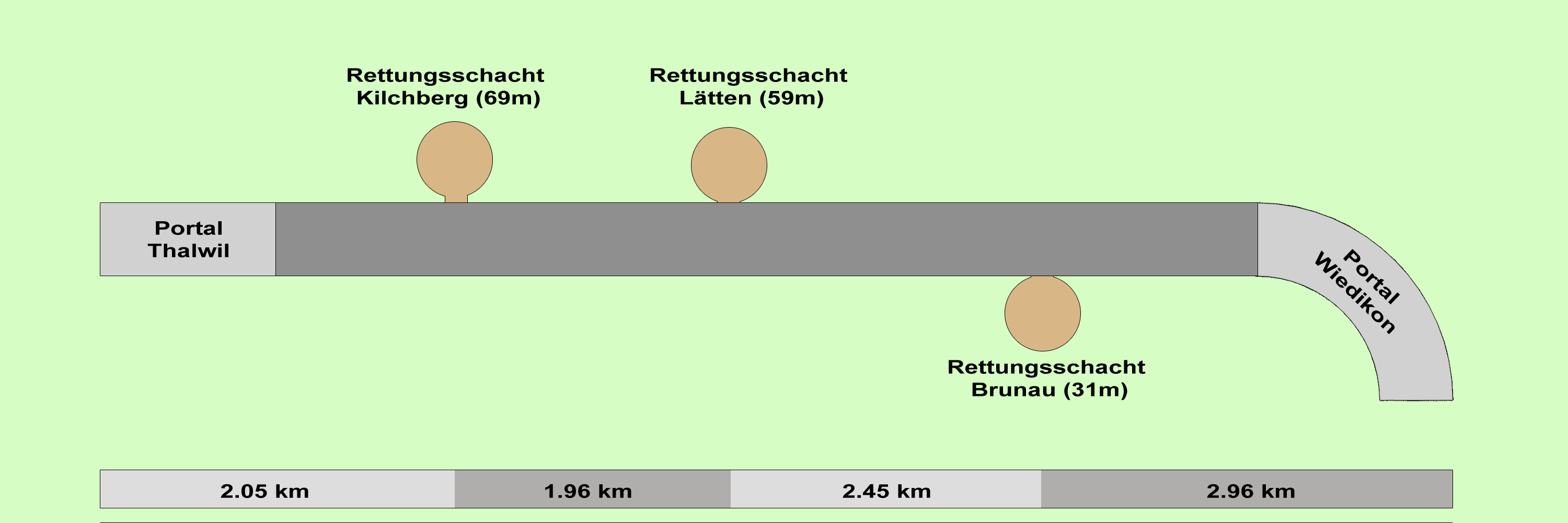
Zimmerberg-Basistunnel

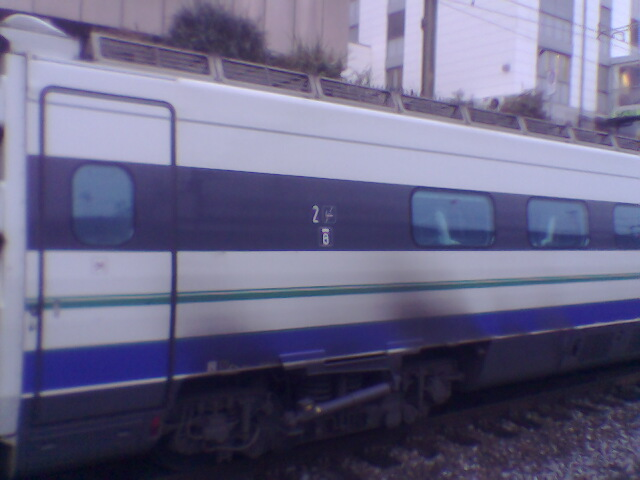
Brandspuren am Pendolino

- Am 11. April 2006 kam es im Zimmerberg-Basistunnel zu einer Störung mit Brandfolge.[20] Der ETR 470 blieb um ca. 20 Uhr vier Kilometer vor dem Tunnelausgang bei Thalwil stehen. Beim zweitletzten Wagen war im Unterflur-Elektroschaltkasten auf Grund eines Kurzschlusses in der Systemwechseleinrichtung ein Brand entstanden. Der Zug war von Stuttgart nach Mailand unterwegs und hatte wegen Störungen in der Systemwechseleinrichtung bereits in Deutschland mehrmals anhalten müssen. Die 120 Passagiere wurden durch die Notfallschächte aus dem Tunnel evakuiert. Drei Personen wurden wegen Verdacht auf Rauchvergiftung an die Rettungsdienste überwiesen.

2007
- Am 28. April 2007 musste ein Cisalpino wegen einer Raderhitzung und starker Rauchentwicklung in Kandersteg geräumt werden.[21]
- Am 31. Juli 2007 mussten im Bahnhof Como 150 Passagiere wegen Rauchentwicklung aus einem Cisalpino evakuiert werden. Der Rauch entstand wegen einer defekten Klimaanlage.[22]

2008
- Am 16. Februar 2008 blieb ein ETR 470 im Lötschberg-Basistunnel wegen eines Defektes stecken. Die Passagiere wurden durch einen Querstollen evakuiert.[23]
- Am 22. Dezember 2008 musste eine Komposition der Trenitalia im Lötschberg-Basistunnel angehalten werden, da die Funkverbindung des Zugsicherungssystems ETCS wegen einer Fahrzeugstörung unterbrochen war. 200 Fahrgäste mussten im Tunnel auf einen Ersatzzug umsteigen.[24] Als Grund gab Trenitalia versäumte Wartungen wegen der Verlegung des Unterhalts von Martesana nach Greco an. Dabei hätten der Unterhalt und die Reparaturen an den Cisalpino-Zügen nur verzögert oder gar nicht stattfinden können. Die SBB forderten eine Verlagerung in die Schweiz, die aufgrund von Verträgen jedoch nicht möglich war.[16] Bereits seit Mitte 2008 war ein Teil der Arbeiten nach Basel verlegt worden.[25] Noch am selben Tag forderte die Gewerkschaft des Verkehrspersonals, dass der ETR 470 nach vier Zwischenfällen pro Jahr zukünftig nicht mehr eingesetzt werden solle.[26]
- Am 29. Dezember 2008 strandete eine Komposition auf der Strecke Brig–Basel wegen eines Antriebdefekts. Der defekte Zug wurde in Brig gewendet und nach Domodossola gefahren, die Passagiere mussten auf einen Ersatzzug umsteigen. Trenitalia habe die Wartung der Züge während des Umzugs des Wartungsstandorts von Mailand Martesana nach Greco nur verzögert durchführen können.[27] Die Gewerkschaft des Verkehrspersonals verlangte, dass die Züge nicht mehr eingesetzt werden, solange die Zuverlässigkeit nicht stimme. Wegen fehlendem Rollmaterial winkte die SBB allerdings ab.[25]

2011
- Am 17. Mai 2011 brach auf der Bergfahrt zwischen Biasca und Airolo in den Unterflur-Apparatekästen des ETR 470.207 der Trenitalia ein Brand aus, ohne sich in den Fahrgastraum auszubreiten.[28][19]

2013
- Am 19. März 2013 kam es im Zürcher Hauptbahnhof zu einem Batteriebrand.[29]